# Hideaki Takatori
Hideaki Takatori (高取ヒデアキ(秀明), Takatori Hideaki) (nascido em 4 de março de 1967) é um cantor e compositor japonês de Tóquio, conhecido por suas contribuições para o gênero anison. 

## Carreira
Takatori estreou em 1994 como vocalista da banda Weather Side. Quatro anos depois, como integrante da banda COA com seu irmão mais novo, Nobukazu Takatori, executou o tema de abertura "Chase the Wind" do anime Grander Musashi RV. Esse foi o início da carreira de Takatori com músicas de anime e tokusatsu.
Sua estreia solo foi o tema de abertura de Ninpuu Sentai Hurricaneger: "Hurricanger Sanjou!". Após esse lançamento, Takatori criou um grande repertório de músicas para seriados de tokusatsu, se revelando satisfeito por cantá-las ao vivo e presenciar, em especial, a reação das crianças.
Em 2003, cantou a abertura de Sonic X, chamada"Sonic Drive", com Hironobu Kageyama. No mesmo ano, foi convidado pela Capcom para cantar o tema de abertura do jogo Gotcha Force.
Em 2008, se apresentou no Brasil pela primeira vez, participando da Anime Friends. Ele retornou ao evento na edição de 2024.
Takatori também tem uma carreira compondo músicas para outros artistas, como "Road", para Aya Ikeda.
Com sua banda atual, Zetki, Takatori procura um som mais no estilo big band.
Compôs várias músicas para a franquia Pretty Cure. Também é responsável pela música-tema de personagens heróis de super sentai criados para o parque de diversões Fuji-Q Highland.
Takatori também é membro do Project.R, um conjunto da Nippon Columbia e Toei Company encarregado de interpretar músicas para trilhas sonoras de Super Sentai.
Em 2013, compôs, escreveu e cantou "Minna Atsumare! Kyoryuger", o tema de encerramento da série Zyuden Sentai Kyoryuger. No mesmo ano, participou do Project Yamato 2199, um grupo musical formado apenas para cantar músicas para a nova versão do anime Patrulha Estelar.
Em 2018, foi o responsável pela música-tema do jogo Bibliobattle, chamada "presenter".
Em 2021, um programa de rádio foi especialmente dedicado a carreira de Takatori, onde ele falou sobre seus sucessos passados, seu trabalho como compositor para Pretty Cure e até sobre os covers que faz de músicas para seu canal no YouTube, onde procurar trazer novos arranjos e recebe diversos cantores para participar.
Em 2025, fez uma parceria com o cantor brasileiro Ricardo Cruz. Com a Zetki, criaram covers das canções "Hurricanger Sanjou!", de Takatori; e "On the Rocks", de Cruz. Elas foram lançadas em seus respectivos canais do YouTube.